# Vagliagli

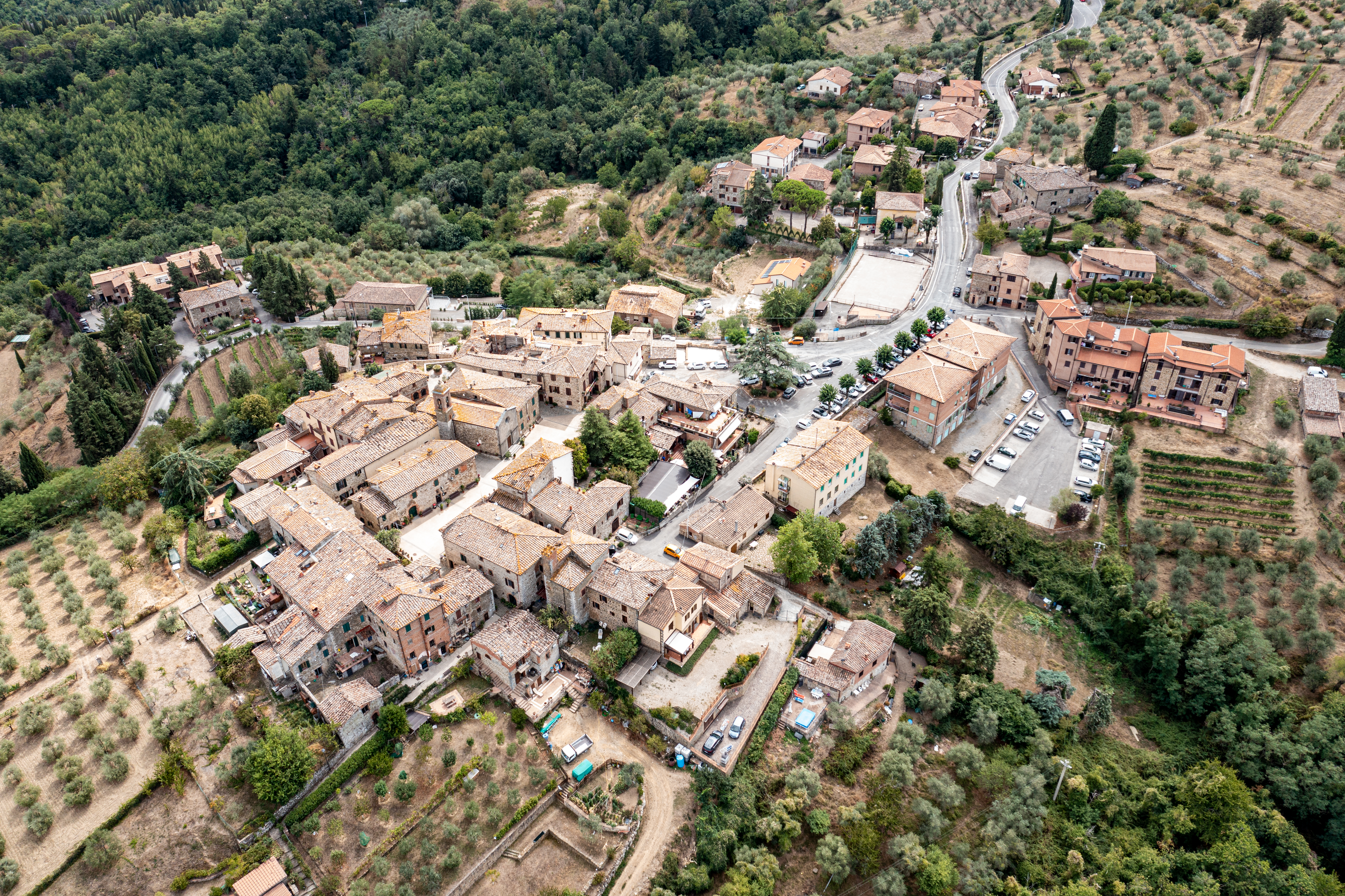
Vagliagli, 2021

Vagliagli è una frazione del comune italiano di Castelnuovo Berardenga, nella provincia di Siena, in Toscana.
Antico borgo del XIII secolo, è situato a 511 metri di altitudine, lungo la strada provinciale che conduce a Radda in Chianti.

## Storia
La prima citazione del villaggio di Vagliagli risale al 1226. Una curiosità sull'etimologia del toponimo: Vagliagli significa letteralmente valle degli agli. L'aglio selvatico appare anche nello stemma del paese: una mano che stringe un mazzo di agli.

## Monumenti e luoghi d'interesse
- Chiesa di San Cristoforo, risalente al XIII secolo, in origine romanica, di cui rimane traccia nel campanile dalle linee classiche. A lato della chiesa si possono intravedere i resti di un edificio in filaretto di alberese (un tipo di calcare argilloso di colore grigio o giallognolo) con tracce del portale ad arco acuto.
- Cappella della Compagnia, sul lato sinistro della chiesa, dove ricordiamo un trittico a fondo oro datato 1940 di Icilio Federico Joni.

## Cultura
Vagliagli è stato ambientazione di film quali Piazza delle Cinque Lune e Letters to Juliet.